# Land of the Yankee Fork State Park
Der Land of (the) Yankee Fork State Park ist ein State Park bei Challis im Custer County im US-Bundesstaat Idaho. Der Park erklärt die Geschichte dieser Region, vor allem den Goldbergbau rund um den Yankee Fork Salmon River. Der State Park umfasst
- das Besucherzentrum mit der Challis Bison Kill Site, einer historischen Fundstelle mehrerer getöteter Bisons, bei Challis
- mehrere kleine Gebiete in Bayhorse

Der Park wurde 1990 gegründet und gemeinschaftlich von der Verwaltung des Bundesstaates und vom United States Forest Service betrieben.
Die Land of the Yankee Fork Historic Area umfasst die ehemalige Bergbauregion zwischen Challis und Stanley, begrenzt vom Salmon und Yankee Fork River.